# Selaginella fulcrata
Selaginella fulcrata är en mosslummerväxtart som först beskrevs av Buch.-ham. och David Don, och fick sitt nu gällande namn av Antoine Frédéric Spring. Selaginella fulcrata ingår i släktet mosslumrar, och familjen mosslummerväxter. Inga underarter finns listade i Catalogue of Life.